# Ньюсом, Уильям
Уильям Ньюсом (англ. William Thomas Newsome, III; род. 5 июня 1952, Флорида) — американский учёный. Труды в основном посвящены нейробиологии . Вместе с Корнелией Баргманн возглавляет рабочую группу проекта BRAIN Initiative  (англ.) .
Доктор философии (1980), профессор Стэнфордского университета, член Национальной АН США (2000) и Американского философского общества (2011).
Окончил Стетсонский университет (бакалавр физики).
Степень доктора философии по биологии получил в 1980 году в Калифорнийском технологическом институте.

## Награды и отличия
- Премия Ранка (1992)
- Golden Brain Award (1992)
- W. Alden Spencer Award[англ.] (1994)
- Стипендия Гуггенхайма (1995)[8]
- APA Award for Distinguished Scientific Contributions to Psychology (2002)
- Премия Дэна Дэвида (2004)[9]
- Champalimaud Vision Award (2010)[10][11]
- Karl Spencer Lashley Award[англ.] (2010)
- John E. Lisman Memorial Lecture in Vision Science[англ.] (2015)
- Villanova University Mendel Medal (2022)[12]